# Frikraft
Frikraft, avtal mellan fastighetsägare och elproducent som innebär att fastighetsägaren upplåter fallrätt i utbyte mot att elproducenten tillhandahåller elkraft.